# Fay Spain
Lona Fay Spain, född 6 oktober 1932 i Phoenix, Arizona, död 8 maj 1983 i Los Angeles, Kalifornien var en amerikansk skådespelerska.

## Rollista i urval
- 1957, 1961, 1967 – Krutrök (TV-serie)
- 1957, 1959, 1961 – Maverick (TV-serie)
- 1959 – Al Capone
- 1959, 1961, 1962 – Prärie (TV-serie)
- 1961 – Herkules erövrar Atlantis
- 1963 – Thunder Island
- 1964 – Flight to Fury
- 1974 – Brottsplats: San Francisco (TV-serie)
- 1974 – Gudfadern Del II